# Lil' Flip
Уеслі Ерік Вестон-молодший (нар. 3 березня 1981, Х'юстон, Техас, США), більш відомий під сценічним псевдонімом Lil' Flip, — американський репер. Він розпочав свою музичну кар’єру як фрістайл і батл-репер, перш ніж укласти контракт із звукозаписною компанією Suckafree Records у 1999 році. Lil' Flip найбільш відомий своїми синглами «The Way We Ball», «Game Over» і «Sunshine».

## Музична кар'єра
У 1999 році Lil' Flip підписав свою першу угоду з незалежним лейблом Sucka Free у Х'юстоні, штат Техас. 18 липня 2000 року Lil' Flip випустив свій дебютний альбом The Leprechaun, привернувши увагу DJ Screw, який додав Фліпа до своєї реп-групи Screwed Up Click. DJ Screw проголосив Lil' Flip «Королем фрістайлу».
У 2002 році Columbia Records запропонував Фліпу контракт. Lil Flip випустив свій другий альбом Undaground Legend 27 серпня 2002 року. У грудні 2002 року альбом отримав платиновий статус. Він містив хіт «The Way We Ball». Lil' Flip з'явився ще раз у синглі Three 6 Mafia «Ridin' Spinners», який потрапив у чарти. У 2003 році він також записав трек з Ludacris під назвою «Screwed Up».
У 2004 році Lil' Flip випустив свій третій альбом U Gotta Feel Me, його найуспішніший альбом на сьогодні. Першим синглом з альбому був «Game Over». Після цього він швидко випустив свій другий сингл «Sunshine». Цей альбом був проданий тиражем 200 000 примірників за перший тиждень і отримав статус платинового до серпня 2004 року. Lil' Flip також з'явився на «Naughty Girl (Remix)» з Бейонсе в 2004 році. Він також співпрацював з Jim Jones і The Game над «Certified Gangstas (Remix)». У 2005 році Lil' Flip & Z-Ro випустили спільний альбом під назвою Kings of the South. Також у 2005 році Lil' Flip був представлений у першому синглі Chamillionaire «Turn It Up». Він також був представлений у реміксі синглу Bun B «Draped Up».
У 2007 році Lil' Flip залишив Columbia Records, заснувавши власний лейбл Clover G Records і підписав нову угоду з Asylum & Warner Bros. Lil' Flip випустив свій третій альбом I Need Mine 27 березня 2007 року, альбом дебютував під номером 15 у Billboard 200 з 43 000 проданих копій за перший тиждень. З альбому було випущено два сингли: «What It Do» і «Ghetto Mindstate (Can't Get Away)».
Його запланований п'ятий альбом Ahead of My Time спочатку мав вийти ще в 2007 році, але його багато разів відкладали. У 2009 році Lil' Flip випустив два «альбоми-перед-альбомами», щоб сприяти випуску Ahead of My Time. 29 вересня 2009 року Lil' Flip випустив свій п'ятий альбом під назвою Respect Me для реклами Ahead of My Time.
6 липня 2010 року Lil' Flip випустив Ahead of My Time як свій другий незалежний альбом.
31 жовтня 2013 року Lil' Flip випустив свій третій незалежний альбом The Black Dr. Kevorkian, який також розповсюджувався самостійно власним лейблом Фліпа Clover G Records, і протягом першого тижня було продано понад 10 000 копій.
17 березня 2015 року Lil' Flip випустив свій шостий альбом під назвою El Jefe, його розповсюджував SoSouth Records. Головний сингл з альбому мав назву «Game Over II», яка була продовженням його синглу «Game Over (Flip)». Другий сингл з альбому мав назву «In My Pimp C Voice», яка була піснею-присвятою померлому виконавцю Pimp C. Третій сингл з альбому мав назву «Bestfriend».

### Дизайн одягу
У 2004 році Lil' Flip випустив свою лінію взуття під назвою «Clover Footwear», брендом якої є його власний лейбл Clover G Records. У Lil' Flip також є лінія модного одягу під назвою «Clover G Clothing», яка також належить Clover G Records.

### Книги
15 квітня 2014 року Lil' Flip випустив свою книгу під назвою «Не дозволяйте музичній індустрії обдурити вас!» («Don't Let the Music Industry Fool You!»), книга вийшла з альбомом саундтреків.

## Дискографія
Студійні альбоми
- 2000: The Leprechaun
- 2002: Undaground Legend
- 2004: U Gotta Feel Me
- 2007: I Need Mine
- 2009: Respect Me
- 2009: Underground Legend 2
- 2010: Ahead of My Time
- 2013: The Black Dr. Kevorkian
- 2015: El Jefe
- 2016: The Art of Freestyle
- 2018: King[14]
- 2018: Life[15]
- 2019: The Art of Freestyle 2[16]
- 2019: The Music Machine[17]
- 2020: Feelings[18]
- 2020: No Feelings[19]
- 2020: The Leprechaun 2[20]
- 2022: The Art of Freestyle 3[21]
- 2022: Fondren Flip[22]

Спільні альбоми
- 2005: Kings of the South (разом з Z-Ro)
- 2006: Connected (разом з Mr. Capone-E)
- 2007: Still Connected (разом з Mr. Capone-E)
- 2008: All Eyez on Us (разом з Young Noble)
- 2009: Certified (разом з Gudda Gudda)
- TBA: Kings of the South II (разом з Z-Ro)